# Бек-Софиев, Аббас Кули-бек
Аббас Кули-бек Искендер-бек оглу Бек-Софиев (? — ?) — офицер Русской императорской армии, Георгиевский кавалер; участник русско-японской и Первой мировой войн.

## Биография
Происходил из дворян Тифлисской губернии. Юрий Борисович Софиев, офицер Русской императорской армии, поэт пишет: "Софии — точнее Сефевиды — династия шахов Персии (1502–1736), основанная потомком шиитских имамов Измаилом I Сефевием (1499–1525).
Вот именно отсюда дядя Бася (младший брат отца, Аббас-кули-бек Софиев), и вел нашу родословную беков Софиевых.
Я не знаю, какой документацией он обладал, и, помнится мне, по его словам, в каких-то архивных документах было сказано, что дед, его отец, Искандер-бек Софиев, Александр Платонович, кавалерийский полковник или генерал-майор в отставке, «происходил из Тифлиского бекства». Что это значит — я совершенно не представляю.
По рассказам отца, дед маленьким мальчиком был будто бы вывезен с Кавказа Лорис-Меликовым и отдан в Шляхетский, 1-й Петербургский Кадетский корпус, потом, вероятно, был в «школе гвардейских подпрапорщиков и кавалерийских юнкеров» (Николаевское кавалерийское военное училище) и вышел в кавалерийский полк, в какой, я не знаю, но, видимо, долгое время он служил в Ямбургском Уланском".
Служба: в Волгском конном полку Терского казачьего войска (на 1.12.1879-1.02.1880), числился по армейской кавалерии (до 1.11.1881-после 1.03.1882).

## Награды
- Орден Святого Георгия 4-й ст.[источник не указан 2300 дней];
- Георгиевское оружие[источник не указан 2300 дней];
- Орден Святого Владимира 4-й ст. с мечами и бантом.

## Семья
В метрической книге Введенской церкви на Петроградской стороне за 1914 год есть запись № 270 о рождении 3 сентября и крещении 6 сентября Нины, родители: штабс-капитана Абас Кули Бек-Софиев, магометанского исповедания, и законная жена его Вера Михайловна, лютеранского, оба первым браком. Восприемники: генерал-майор Виктор Викторович Хартулари и жена генерал-майора Зинаида Михайловна Хартулари. (ЦГИА СПб. ф.19. оп.127. д.3010. лл. 70об - 71).